# 红崖子沟乡
红崖子沟乡，是中华人民共和国青海省海东市互助土族自治县下辖的一个乡镇级行政单位。

## 行政区划
红崖子沟乡下辖以下地区：
蔡家村、大庄廓村、担水路村、加克村、老幼村、流水沟村、芦草沟村、马圈村、西山村、张家村。

## 中国传统村落
2013年8月，张家村被评为第二批中国传统村落。